# Cós de Sant Antoni de Vila-seca
El Cós de Sant Antoni de Vila-seca són curses de cavalls documentades des de la darreria del segle xix, concretament al pregó de la Festa Major del 1876, on s'explica els premis que es lliuraven i la manera en què es desenvolupava la competició. Se celebra en el marc de la Festa Major de Vila-seca, el dia 17 de gener dia de Sant Antoni Abat, copatró de la ciutat juntament amb Sant Esteve.

## Història
La història comença, segons fonts orals, algun any abans arran de la rivalitat entre els carreters de dos comerciants francesos assentats al municipi. La importància de la vinya i la indústria vitivinícola vila-secana en aquells temps facilità que s'establissin en el poble comerciants estrangers. Dos d'aquests comerciants, francesos, anomenats Barrau i Planchons, tenien uns preciosos cavalls per transportar el vi que es venia a Salou i a Tarragona i sovint coincidien en la ruta. La rivalitat entre els carreters d'ambdós comerciants era molta i aviat sorgí el repte de fer un «cós» per a provar quin cavall era millor. S'acordà que fos el dia de Sant Antoni Abat, que era mitja festa per als treballadors, després de la benedicció dels animals. Aquesta primera cursa anava per la carretera reial fins al pas a nivell del Carrilet de Salou i tornar. Malgrat no haver-hi premi, aviat començaren els preparatius per a repetir la cursa l'any següent amb més cavalls i genets vila-secans.
Algun any d'interrupció i canvis de traçat en les curses, a causa de l'augment del perillós tràfic de cotxes i camions, i a l'asfaltat de la carretera no han fet variar la tradició de fer el cós, encara que forçà diversos canvis de traçat. La carretera de la Pineda, l'Albereda de Folc, la Parada de l'Hort del Pep, el camí dels Emprius, incorporat en l'actual autovia de Vila-seca a Salou, els terrenys de la Formiga propers a l'estadi municipal i la parada del Castell de Vila-seca, han estat al llarg dels anys el marc de les tradicionals curses vila-secanes. La tradició tampoc es perdé en l'obligat parèntesi de la guerra. Actualment es realitzen en el circuit hípic del Parc de la Torre d'en Dolça. On el 21 de gener de 2001, s'hi va córrer el primer Cós de Sant Antoni.
Les curses es fan el diumenge més proper del 17 de gener o el mateix dia si així escau. Les curses s'han professionalitzat, i Vila-seca és l'únic lloc de Catalunya on es corre amb l'autorització de la Societat de Foment de Cria Cavallina. Es fan diverses curses de les modalitats galop i trotadors. Tot i que durant molts anys a l'inici la competició mostrava cert equilibri entre els genets locals i els de fora de la vila, quan la cursa es va professionalitzar aquest equilibri s'ha trencat. Les curses estan seguides per apostes econòmiques que són discretes però molt populars.